# Аллопрегнанолон
Аллопрегнанолон (англ. Allopregnanolone) — природний нейростероїд, який виробляється в організмі з гормону прогестерону. Як лікарський препарат алопрегнанолон називають «брексанолон», і він продається під торговою маркою «Зульрессо», який використовується для лікування післяпологової депресії. Препарат застосовується внутрішньовенно.
Найчастішими побічними ефектами аллопрегнанолону є седативний ефект, сонливість, сухість у роті, припливи та втрата свідомості. Він є нейростероїдом, і діє як позитивний алостеричний модулятор рецептора ГАМКА, головної біологічної мішені інгібіторного нейромедіатора гамма-аміномасляної кислоти.
Брексанолон був схвалений для медичного використання в США у 2019 році. FDA вважає його першокласним препаратом. Тривалий час введення, а також вартість одноразового лікування викликали занепокоєння щодо доступності аллопрегнанолону для великої кількості жінок.

## Медичне використання
Брексанолон використовується для лікування післяпологової депресії у дорослих жінок у вигляді безперервної внутрішньовенної інфузії протягом 60 годин та есенціального тремору.

## Клінічна ефективність
У жінок, які мають помірну або важку післяпологову депресію, після лікування одноразовою дозою внутрішньовенного брексанолону спостерігається значне зниження показників за шкалою депресії Гамільтона, яке зберігалося протягом 30 днів після лікування.

## Побічні ефекти
Найчастішими побічними ефектами аллопрегнанолону є запаморочення (10–20 %), седативний ефект (13–21 %), головний біль (18 %), нудота (10 %), сухість у роті (3–11 %), втрата свідомості (3–5 %) та припливи крові (2–5 %). Він може спричинити ейфорію до ступеня, подібного до алпразоламу (3–13 % при інфузійних дозах 90–270 мкг протягом одногодинного введення). Серйозні або дуже важкі побічні ефекти зустрічаються рідко, але можуть включати зміну стану свідомості, непритомність, передсинкопальний стан, втому та безсоння.

## Біологічна функція
Алопрегнанолон має широкий спектр ефектів, включаючи антидепресантний, анксіолітичний, стресознижуючий, сприяючий задоволенню, просоціальний, антиагресивний, просексуальний, седативний, снодійний, когнітивний, ноотропну, знеболювальну, анестезуючу, протисудомну, нейропротекторну та нейрогенну дію. Коливання рівнів алопрегнанолону та інших нейростероїдів, імовірно, відіграють важливу роль у патофізіології настрою, тривоги, передменструального синдрому, катаменіальної епілепсії та різних інших нейропсихіатричних станів.
Під час вагітності аллопрегнанолон і прегнанолон беруть участь у седації та анестезії плода.
Аллопрегнанолон є проміжною метаболічною ланкою андрогенного обхідного шляху від прогестерону до дигідротестостерону, який відбувається під час нормального розвитку плоду чоловічої статі; плацентарний прогестерон у плода чоловічої статі є сировиною для цього шляху; порушення цього шляху призводять до недостатньої вірилізації плоду чоловічої статі.

## Механізм дії

### Молекулярні взаємодії
Аллопрегнанолон є ендогенним інгібуючим нейростероїдом вагітності. Він виробляється з прегненолону, та є позитивним алостеричним модулятором дії γ-аміномасляної кислоти на рецептор ГАМКА. Аллопрегнанолон має ефекти, подібні до ефектів інших позитивних алостеричних модуляторів дії γ-аміномасляної кислоти на рецептор ГАМКА, таких як бензодіазепіни, включаючи анксіолітичну, седативну та протисудомну активність. Ендогенно вироблений аллопрегнанолон виконує нейрофізіологічну роль шляхом тонкої настройки рецептора ГАМКА та модуляції дії кількох позитивних алостеричних модуляторів і агоністів на рецептор ГАМКА.
Аллопрегнанолон діє як дуже потужний позитивний алостеричний модулятор рецептора ГАМКА. У той час як аллопрегнанолон, як і інші інгібіторні нейростероїди, такі як тетрагідродеоксикортикостерон, позитивно модулює всі ізоформи рецептора ГАМКА, ті ізоформи, що містять δ-субодиниці, демонструють найбільше потенціювання. Було також виявлено, що аллопрегнанолон діє як позитивний алостеричний модулятор ГАМКА-ро-рецептора, хоча наслідки цієї дії неясні. Крім дії на ГАМК-рецептори, аллопрегнанолон, як і прогестерон, є негативним алостеричним модулятором нікотинових ацетилхолінових рецепторів, а також, імовірно, діє як негативний алостеричний модулятор рецептора 5-HT3. Поряд з іншими інгібіторними нейростероїдами, аллопрегнанолон, імовірно, має незначну дію або взагалі не діє на інші ліганд-залежні іонні канали, включаючи NMDA, АМРА, каїнатний та гліциновий рецептори.
На відміну від прогестерону, аллопрегнанолон неактивний щодо класичного ядерного рецептора прогестерону. Однак аллопрегнанолон може бути внутрішньоклітинно окислений до аллопрегнадіону, який діє як агоніст рецептора прогестерону, і з цієї причини аллопрегнанолон може викликати опосередковані з рецептором прогестерону прогестагенні ефекти. Крім того, у 2012 році повідомлялося, що аллопрегнанолон є агоністом мембранних рецепторів прогестерону, відкритих незадовго до цього, включаючи mPRδ, mPRα та mPRβ, з його активністю щодо цих рецепторів приблизно на величину більш потужною, ніж щодо рецептора GABAA. Дія аллопрегнанолону на ці рецептори може бути частково пов'язана з його нейропротекторними та антигонадотропними властивостями. Також, як і прогестерон, за останніми даними аллопрегнанолон є активатором рецептора прегнану Х.
Подібно до багатьох інших позитивних алостеричних модуляторів рецептора ГАМКА, виявлено, що аллопрегнанолон діє як інгібітор потенціалзалежних кальцієвих каналів L-типу, включаючи підтипи Cav1.2 і Cav1.3. Однак порогова концентрація аллопрегнанолону для пригнічення потенціалзалежних кальцієвих каналів L-типу була визначена як 3 мкМ (3000 нМ), що набагато більше, ніж концентрація 5 нМ, яка, за оцінками, природно виробляється в мозку людини. Таким чином, інгібування потенціалзалежних кальцієвих каналів L-типу навряд чи має будь-яке реальне значення для ефектів ендогенного аллопрегнанолону. Крім того, було виявлено, що аллопрегнанолон разом з кількома іншими нейростероїдами активує рецептор жовчної кислоти, зв'язаний з білком G. Однак він здатний робити це лише в мікромолярних концентраціях, які, як і у випадку потенціалзалежних кальцієвих каналів L-типу, набагато перевищують низькі наномолярні концентрації аллопрегнанолону, які, за оцінками, присутні в мозку.

#### Двофазна дія на рецептор ГАМКА
Підвищення рівня аллопрегнанолону може викликати парадоксальні ефекти, включаючи негативний настрій, тривогу, дратівливість і агресію. Це пояснюється тим, що аллопрегнанолон має двофазну, U-подібну дію на ГАМК-рецептор — помірне підвищення рівня (в діапазоні 1,5–2 нмоль/л загального аллопрегнанолону, що приблизно еквівалентно рівням лютеїнової фази) пригнічує активність рецептора, тоді як низькі та високі концентрації стимулюють його. Імовірно, це загальний ефект багатьох позитивних алостеричних модуляторів ГАМК-рецепторів. Відповідно, було виявлено, що різке введення низьких доз мікронізованого прогестерону (який надійно підвищує рівень аллопрегнанолону) негативно впливає на настрій, тоді як більш високі дози мають нейтральний ефект.

### Антидепресивні ефекти
Механізм, за допомогою якого нейростероїдні алостеричні модулятори рецепторів ГАМКА, такі як брексанолон, мають антидепресивну дію, невідомий. Інші алостеричні модулятори рецепторів ГАМКА, такі як бензодіазепіни, не вважаються антидепресантами та не мають доведеної ефективності, хоча алпразолам історично призначали для лікування депресії. Відомо, що нейростероїдні алостеричні модулятори рецептора ГАМКА взаємодіють з рецепторами та субпопуляціями ГАМКА інакше, ніж бензодіазепіни. Нейростероїди, що потенціюють ГАМК-рецептор, можуть переважно націлюватися на рецептори ГАМКА, що містять δ-субодиницю, і посилювати як тонічне, так і фазове інгібування, опосередковане рецепторами ГАМКА. Цілком можливо, що такі нейростероїди, як аллопрегнанолон, можуть впливати на інші мішені, включаючи мембранні рецептори прогестерону, Т-тип потенціалзалежних кальцієвих каналів, та інші, щоб опосередковувати антидепресивні ефекти.

## Фармакологія

### Фармакокінетика
Брексанолон має низьку біодоступність при пероральному прийомі (менше 5 %), що вимагає іншого способу застосування. Об'єм розподілу брексанолону становить приблизно 3 л/кг. Зв'язування з білками плазми препарату становить понад 99 %. Брексанолон метаболізується шляхом кето-відновлення через альдо-кеторедуктази. Сполука кон'югується шляхом глюкуронізації за допомогою глюкуронозилтрансфераз і сульфатації за допомогою сульфотрансфераз. Він не метаболізується значною мірою системою цитохрому P-450. Три основні метаболіти брексанолону неактивні. Період напіввиведення брексанолону становить 9 годин. Загальний плазмовий кліренс брексанолону становить 1 л/год/кг. Виводиться препарат на 47 % з калом і 42 % з сечею. Менше 1 % виводиться у вигляді незміненого брексанолону.

## Хімічні властивості
Аллопрегнанолон є прегнановим (C21) стероїдом, і також відомий як 5α-прегнан-3α-ол-20-он, 5α-прегнан-3α-ол-20-он, 3α-гідрокси-5α-прегнан-20-он або 3α,5α-тетрагідропрогестерон (3α,5α-THP). Структурно він тісно пов'язаний з 5-прегненолоном (прегн-5-ен-3β-ол-20-діон), прогестероном (прегн-4-ен-3,20-діон), ізомерами прегнандіону (5-дигідропрогестерон; 5-прегнан-3,20-діон), ізомерами 4-прегненолону. (3-дигідропрогестерон; прегн-4-ен-3-ол-20-он), а також ізомерами прегнандіолу (5-прегнан-3,20-діол). Крім того, аллопрегнанолон є одним із чотирьох ізомерів прегнанолону (3,5-тетрагідропрогестерон), а інші три ізомери — прегнанолон (5β-прегнан-3α-ол-20-он), ізопрегнанолон (5α-прегнан-3β-ол-20-он) і епіпрегнанолон (5β-прегнан-3β-ол-20-он).

### Біосинтез
Біосинтез аллопрегнанолону в мозку починається з перетворення прогестерону в 5α-дигідропрогестерон за допомогою 5α-редуктази. Після цього 3α-гідроксистероїддегідрогеназа перетворює цей проміжний продукт в аллопрегнанолон. Аллопрегнанолон у мозку виробляється пірамідальними нейронами кори головного мозку і гіпокампу, та пірамідоподібними нейронами базолатеральної мигдалини.

### Похідні
Існує багато синтетичних похідних і аналогів аллопрегнанолону з подібною активністю та дією, включаючи альфадолон (3α,21-дигідрокси-5α-прегнан-11,20-діон), альфаксолон (3α-гідрокси-5α-прегнан-11,20-діон), ганаксолон (3α-гідрокси-3β-метил-5α-прегнан-20-он), гідроксидіон (21-гідрокси-5β-прегнан-3,20-діон), мінаксолон (11α-(диметиламіно)-2β-етокси-3α-гідрокси-5α-прегнан-20-он), «Org 20599» (21-хлор-3α-гідрокси-2β-морфолін-4-іл-5β-прегнан-20-он), «Org 21465» (2β-(2,2-диметил-4-морфолініл)-3α-гідрокси-11,20-діоксо-5α-прегнан-21-іл метансульфонат) і ренанолон (3α-гідрокси-5β-прегнан-11,20-діон). 21-гідроксильоване похідне аллопрегнанолону, тетрагідродезоксикортикостерон, є ендогенним інгібіторним нейростероїдом із властивостями, подібними до властивостей аллопрегнанолону, а 3β-метиловий аналог аллопрегнанолону, ганаксолон, розробляється для лікування епілепсії та інших станів, включаючи посттравматичний стресовий розлад.

## Історія
У березні 2019 року брексанолон був схвалений у США для лікування післяпологової депресії у дорослих жінок, та став першим препаратом, схваленим FDA спеціально для лікування післяпологової депресії.
Ефективність брексанолону була показана в двох клінічних дослідженнях учасників, які отримували 60-годинну безперервну внутрішньовенну інфузію брексанолону або плацебо, а потім спостерігали протягом 4 тижнів. FDA схвалила аллопрегнанолон на основі даних 3 клінічних випробувань, проведених у США (Дослідження 1/NCT02942004, Дослідження 3/NCT02614541, Дослідження 2/NCT02942017) 247 жінок з помірною або важкою післяпологовою депресією. FDA задовольнило заявку на пріоритетне дослідження брексанолону та визначення його як проривної терапії, а також схвалило препарат під назвою «Зульрессо» від компанії «Sage Therapeutics, Inc.».

## Суспільство і культура

### Назви
Брексанолон є як міжнародною непатентованою назвою, так і прийнятою в США назвою сполуки в контексті його використання як ліків. Торговою маркою препарату є «Зульрессо».

### Правовий статус
У США брексанолон є контрольованою речовиною Списку IV.

### Доступні форми
Брексанолон є водною сумішшю синтетичного аллопрегнанолону та сульфобутилового ефіру β-циклодекстрину (бетадекс сульфобутилового ефіру натрію), солюбілізатора. Він випускається в концентрації аллопрегнанолону 100 мг/20 мл (5 мг/мл) у однодозових флаконах для використання шляхом внутрішньовенної інфузії. Кожен мілілітр розчину брексанолону містить 5 мг аллопрегнанолону, 250 мг сульфобутилового ефіру β-циклодекстрину, 0,265 мг моногідрату лимонної кислоти, 2,57 мг дигідрату цитрату натрію та воду для ін'єкцій. Розчин є гіпертонічним, і перед введенням його необхідно розвести до цільової концентрації 1 мг/мл стерильною водою та хлоридом натрію. Для повної інфузії зазвичай потрібно 5 інфузійних пакетів. Пацієнтам вагою понад 90 кг необхідно більше 5 інфузійних пакетів.

## Дослідження
Брексанолон досліджувався як препарат для внутрішньовенного введення для лікування великого депресивного розладу, суперрефрактерного епілептичного статусу та есенціального тремору, але дослідження для цих показань було припинено.
Висловлено припущення, що аллопрегнанолон і його попередник прегненолон можуть мати терапевтичний потенціал для лікування різних симптомів розладів, пов'язаних із вживанням алкоголю, шляхом відновлення дефіциту ГАМКергічного інгібування, пом'якшення сигналізації кортикотропного рилізінг-фактора, і пригнічення надмірної нейроімунної активації. Багато супутніх симптомів залежності від етанолу (наприклад, тривога, депресія, судоми, порушення сну, біль), які, як вважають, сприяють спадній спіралі залежності, також можна контролювати за допомогою нейроактивних стероїдів.
Екзогенний прогестерон, зокрема пероральний прогестерон, підвищує рівень аллопрегнанолону в організмі з хорошою кореляцією між дозою та рівнем у сироватці крові. Через це висловлено припущення, що пероральний прогестерон можна описати як свого роду проліки аллопрегнанолону. Як наслідок, існує певний інтерес до використання перорального прогестерону для лікування катаменіальної епілепсії, а також інших станів, пов'язаних із менструальним циклом і нейростероїдами. На додаток до перорального прогестерону, пероральний прегненолон також діє як проліки аллопрегнанолону, у вигляді прегненолону сульфату.
На тваринних моделях черепно-мозкової травми було показано, що аллопрегнанолон зменшує запалення шляхом послаблення вироблення прозапальних цитокінів (IL-1β і TNF-α) через 3 години після травми. Також було показано, що він зменшує тяжкість пошкодження мозку та покращує когнітивні функції та відновлення.